# Vychytaná nula
Vychytaná nula (též čisté konto) je sportovní pojem připisovaný brankáři, který v utkání neobdržel žádný gól. Pojem se vyskytuje především v souvislosti s hokejem, ale je ho možno použít v jakémkoli sportu hraném na branky a s brankářem.

## Vychytané nuly v NHL
Tabulka jedenácti nejlepších brankářů ve statistice počtu vychytaných nul v hokejové NHL platná k 24. prosinci 2018. Tučně vyznačeni jsou aktivní hráči.
| Poř. | Stát   | Hráč              | Počet |
| ---- | ------ | ----------------- | ----- |
| 1.   | Kanada | Martin Brodeur    | 125   |
| 2.   | Kanada | Terry Sawchuk     | 103   |
| 3.   | Kanada | George Hainsworth | 94    |
| 4.   | Kanada | Glenn Hall        | 84    |
| 5.   | Kanada | Jacques Plante    | 82    |
| 6.   | Česko  | Dominik Hašek     | 81    |
| 7.   | Kanada | Tiny Thompson     | 81    |
| 8.   | Kanada | Alex Connell      | 81    |
| 9.   | Kanada | Roberto Luongo    | 77    |
| 10.  | Kanada | Ed Belfour        | 76    |
| 11.  | Kanada | Tony Esposito     | 76    |

## Čeští fotbaloví brankáři
Klub ligových brankářů týdeníku GÓL je klub (založený týdeníkem Gól v roce 1996) českých a československých fotbalových brankářů, kteří vychytali alespoň ve 100 prvoligových zápasech nulu.

## Vychytané nuly v Premier League
Rekordmanem anglické fotbalové Premier League je od 28. prosince 2015 český brankář Petr Čech, který se 170. vychytanou nulou dostal na čelo této statistiky. Dvoustou nulu vychytal 11. března 2018 proti Watfordu. Poslední (202.) nulu vychytal Čech, který již skončil kariéru, 23. září 2018 proti Evertonu.
| Poř. | Stát       | Hráč              | Počet |
| ---- | ---------- | ----------------- | ----- |
| 1.   | Česko      | Petr Čech         | 202   |
| 2.   | Anglie     | David James       | 169   |
| 3.   | Austrálie  | Mark Schwarzer    | 151   |
| 4.   | Anglie     | David Seaman      | 140   |
| 5.   | Anglie     | Nigel Martyn      | 137   |
| 6.   | Španělsko  | Pepe Reina        | 134   |
| 7.   | Nizozemsko | Edwin van der Sar | 132   |
| 7.   | USA        | Tim Howard        | 132   |
| 7.   | USA        | Brad Friedel      | 132   |
| 10.  | Dánsko     | Peter Schmeichel  | 128   |

Tučně jsou označeni brankáři aktivní v Premier League.